# 林士傑槍擊案
2024年7月8日清晨，臺南角頭林士傑在自宅前遭到槍擊身亡。直到同年8月，警方尚未確認凶手身分，且仍在調查犯案動機。此命案在臺灣受到政壇及新聞媒體關注，並引起諸多關於案情的揣測。

## 背景
林士傑（1971年12月19日生）綽號「土雞（仔）」。1994年，他跟隨前金城里里長黃俊策（綽號「寸尺」）自菲律賓走私軍火，於1997年被判刑7年。出獄後，改從事商業。他曾任開基永華宮主委。2015至2018年間擔任臺南市商業會理事長。
2015年在安平開設「丸傑水產餐廳」。餐廳2020年因COVID-19疫情短暫歇業。
林士傑2017年10月宣布投入民主進步黨安平區、南區選區臺南市議員選舉黨內初選。2018年4月結果公布，他以第二名取得資格，僅次呂維胤。競選期間，他獲得民進黨臺南市市長參選人黃偉哲支持。儘管選情樂觀，最後成為落選頭。黃偉哲上任臺南市市長後，林士傑獲聘為農產運銷公司總經理。蔡英文競選連任2020年總統時，他與蔡麗青併同擔任其臺南競選總部執行總幹事。2021年4月當選南市區漁會理事長。其女林依婷於黃偉哲任內加入臺南市政府，2022年當選安平區、南區選區市議員。
2022年12月23日臺南市議會議長選舉前夕，林士傑被中國國民黨籍市議員方一峰指控前一日恐嚇他以意圖影響其投票意向。經地檢署訊問後，同日他以5萬元交保，在Facebook上宣布退出民進黨並「靜待司法調查」。25日投票結果由民進黨籍邱莉莉和林志展當選正副議長，勝過現任的郭信良及李文俊；前者因獲得包含李文俊在內國民黨籍議員的3票，助長賄選的傳言。林士傑成為賄選案調查對象。2023年1月3日檢警大規模搜索時，他不在場且一度未到案。他6日在律師陪同下現身地檢署，由於檢方已核發拘票，他立即被拘提。他隔日被裁准羈押禁見。地檢署3月2日偵結，包含他共10人被起訴；同日包含他在內6名羈押被告被裁定交保，其保釋金金額為200萬元。2024年4月29日一審判決10名被告均以檢察官舉證不足獲判無罪。地檢署5月28日提起上訴。

## 槍擊
2024年7月8日約5點40分，林士傑出門前往登山之際，在臺南市南區新樂路自宅門口遭到槍擊。監視器畫面顯示，槍手埋伏於附近，待林士傑現身後方上前近距離開槍，隨後徒步穿越健康路二段，往對向公園方向逃逸。其司機案發時在車內，槍擊結束後始下車並報案。林士傑被送往永康奇美醫院，經過30分鐘急救後，於6點20分宣告不治。槍擊亦造成兩輛計程車毀損。
專案小組在現場採證到11顆彈殼，且經法醫檢驗後，發現林士傑頭、頸、胸、肩膀及手臂均有槍傷。遺體在高雄市立殯儀館進行電腦斷層掃描後，顯示體內尚有1、2顆子彈。解剖鑑定顯示，林士傑身中11槍，其中5槍貫穿胸腔，造成雙肺血胸而死亡。

## 後續

### 擴大執法
2024年6月24日時任中華民國行政院院長卓榮泰首度主持治安會報時下達指示掃蕩幫派犯罪、詐欺及毒品問題。命案發生後，7月9日他宣布列此案為「緊急重大事件」，同時內政部警政署啟動全國掃黑肅貪行動。
命案發生當晚，臺南市政府警察局在安平區加強臨檢。7月19日林國清就任臺南市政府警察局局長當日，親自主持特種行業處所、重要連外道路之擴大臨檢。

### 喪事
林士傑送醫不治後，遺體送至臺南市立殯儀館。林依婷隨即到場認屍。家屬按林士傑遺願後事從簡，僅於7月11日至15日開放弔唁。到場弔唁者包含臺南市市長黃偉哲、立法委員林俊憲、郭國文、臺南市議會議長邱莉莉、議會代表及數名議員、臺南市政府機關首長。
林士傑7月17日出殯，到場致哀者包括臺南市副市長趙卿惠、議長邱莉莉，參與人數據報約100人。

### 身後
南市區漁會下屆理事長於2025年3月改選。林士傑遭槍擊身亡當日下午，漁會推選出代理理事長。2024年8月，時任常務理事王傑民表態參選臺南市商業會理事長，與現任宋俊明競爭，並表示參選原因為實踐對林士傑的承諾。2024年10月21日投票日，宋俊明成功連任。
臺灣高等法院臺南分院原定7月9日召開台南市議長賄選案二審準備庭，林士傑身亡後，延期至8月13日。8月29日，台南高分院依法撤銷原判決其部分，並諭知不受理對其之公訴；10月間，裁准發還其生前200萬元保釋金。

## 偵查
臺南市政府警察局5點45分接獲報案；臺灣臺南地方檢察署接獲第六分局通報後，檢察長鍾和憲指派主任檢察官黃淑妤、檢察官高振瑋加入專案小組。當日下午，內政部警政署署長張榮興指派內政部警政署刑事警察局南部打擊犯罪中心（亦稱「偵查第八大隊」、「南打」或「偵八隊」）參與辦案。
警方8日午後於距離案發現場2公里，新建路53巷停車場，發現槍手棄置並已焚毀之本田CIVIC轎車，以及同樣已焚毀之作案時衣物及兩把改造手枪。9日於高雄市大樹區發現被棄置之三菱Lancer轎車，車內被潑灑過鹽酸。警方將第2輛車運回第六分局鯤鯓派出所採證。兩輛逃逸用汽車皆懸掛偽造車牌，且皆為權利車。警方10日證實尋獲第3輛逃逸用車輛，僅透露其車體完整未遭到破壞，惟據媒體報導該車為機車。
7月11日上午，警方宣布於第2輛棄置車輛中發現一張口罩，並採集到DNA。警方循線，7月12日傍晚在高雄市仁武區民宅攻堅逮捕一名27歲具數項犯罪前科之張姓男子，晚間8時許帶回第六分局調查。張姓男子主張曾使用該涉案車輛，但已於前1年賣出。13日他被依殺人罪嫌移送後，檢方複訊後認為無明確事證無保飭回，並限制住居、出境及出海。警方後證實張姓男子之DNA與先前在槍手入住旅館採集到者不符。
7月13日，警方逮捕通緝犯林玉川（綽號「阿川」）。林玉川過去是林士傑的助手，近年則少聯絡，2017年因擔任詐騙首腦被逮捕，後被以組織犯罪判刑，惟未入監。
專案小組接著追查作案用車輛交易流向。警方7月15日自高雄美濃帶回一名38歲羅姓女子，因第二輛汽車及機車均由其名義之Facebook帳號進行交易，惟電話連絡及取車者均為男性；她隨後被請回，因警方認定其Facebook遭人盜用。7月17日再自南部地區帶回2名男子，分別為汽車鈑金廠連姓員工及其謝姓老闆，皆為第一輛之前買主；在交代車輛買賣流向後，2人改列證人並於訊後請回。

## 反應
犯案手法被數間新聞媒體認為與2023年桃園黑幫老大郭信一命案相似。